# یواس‌اس کریکت (۱۸۶۲)
یواس‌اس کریکت (۱۸۶۲) (به انگلیسی: USS Cricket (1862)) یک کشتی بود که طول آن ۱۵۴ فوت ۱ اینچ (۴۶٫۹۶ متر) بود.